# Les Joyeuses Colonies de vacances
Pour les articles homonymes, voir Colonie de vacances.
Les Joyeuses Colonies de vacances  est un film de Michel Gérard sorti en 1979.

## Fiche technique
Source IMDb
- Titre : Les Joyeuses Colonies de vacances
- Réalisation : Michel Gérard
- Scénario : Michel Gérard, Richard Balducci, Jacques Faber et Jacques-Henri Martin
- Direction artistique : Charles Finelli
- Photographie : Jean Monsigny
- Son : Jacques Gérardot
- Montage : Gérard Le Du
- Musique : Mario D'Alba
- Production : Jacques-Henri Marin
- Sociétés de production : Saga, Les Films de la Tour
- Société de distribution : Planfilm
- Pays de production :  France
- Langue : français
- Format : couleur - 35mm - son mono
- Genre : Comédie
- Durée : 92 minutes
- Dates de sortie :
  - France : 12 décembre 1979

## Distribution
Source IMDb
- Alain Bastien-Thiry : Dédé
- Louis Colla : Rémi
- Mario D'Alba : Claude
- Gilbert François : l'économe
- Corinne Lahaye : la châtelaine
- Hubert de Lapparent : le châtelain
- Philippe Ricci : Bruno
- Marthe Villalonga : Mme Bauchu
- Jean Rupert : M. Bauchu
- Mimi Young : Véronique
- Sheila O'Connor : Caroline
- André Badin : l'homme dans le train
- Françoise Blanchard : l'infirmière
- Beate Kopp : l'Allemande
- Damien Boisseau
- Louis-Michel Colla
- Max Mégy
- Michel Paulin
- Léonard Rollin : Martin

## Autour du film
- C'est le premier film de Sheila O'Connor, qui joue le rôle d'une enfant de la colonie amoureuse de l'un de ses moniteurs, avant d'être révélée par La Boum un an plus tard.
- Le thème principal du film est également repris dans Nos jours heureux (2006) d'Olivier Nakache et Éric Toledano.
- La musique entendue lors de la projection de cinéma à la colonie est celle de La situation est grave mais... pas désespérée ! de Jacques Besnard, sorti en 1976.